# ليز كاتر
ليز كاتر (بالإنجليزية: Lise Cutter)‏ هي ممثلة أمريكية، ولدت في 31 يوليو 1959 في بالمديل في الولايات المتحدة.

## وصلات خارجية
- ليز كاتر على موقع IMDb (الإنجليزية)
- ليز كاتر على موقع قاعدة بيانات الفيلم (الإنجليزية)